# Universitas Negeri Makassar
Universitas Negeri Makassar – indonezyjska uczelnia publiczna w Makasarze (prowincja Celebes Południowy). Została założona w 1964 roku.